# Johannes Lauridsen (atlet)
Johannes Lauridsen (25. december 1930 i Frederikshavn – 25. oktober 2006) tidligere dansk langdistanceløber. Han løb for AIK Vejgård.
Lauridsen deltog i OL i Rom 1960, med en 41. plads i maratonløbet på tiden 2,32,32. Tiden i Rom blev karrierens bedste.
Lauridsen vandt Kongepokalen 1956.

## Danske mesterskaber
- Sølv 1958 10.000 meter 31,23,2
- Sølv 1957 10.000 meter 31,01,6
- Guld 1956 Maraton 2,36,44
- Guld 1956 8km cross 23,25
- Sølv 1956 5.000 meter 14,47,9
- Sølv 1956 10.000 meter 30,54,6